# Abacada
Abacada è il primo album da solista del cantautore italiano Andrea Parodi, pubblicato nel 2002.
Si tratta di un album di puro etno-folk, senza nessuna concessione al pop rock dei precedenti album con i Tazenda.
Tra i brani anche la rivisitazione del brano Astrolicamus, già cantato con il gruppo, ma qui riproposto in una versione unplugged.

## Tracce
1. Efix – 4:41
2. Abacada – 3:50
3. Camineras – 3:44
4. Ninneh – 2:39
5. Astrolicamus – 5:26
6. Sale'tu – 5:07
7. Pandela – 5:03
8. Stabat – 4:47
9. Inghirios – 4:17
10. Balai – 2:32
11. Soneanima – 4:43